# Tom Troupe
Tom Troupe, ameriški igralec in pisatelj, * 15. julij 1928, North Kansas City, Missouri, ZDA, † 20. julij 2025.
Troupe se je rodil v North Kansas Cityju in študiral na začetku 50. let skupaj z Uto Hagen v studijih Herbert Berghof v Manhattanu. Na broadwayskem odru je debitiral leta 1957 v vlogi Petra v predstavi Dnevnik Ane Frank, v kateri je zablestel Joseph Schildkraut.
Troupe je bil v prvi vrsti odrski igralec, vseeno pa je pogosto nastopal v filmih, v katerih je redno sodeloval s svojo ženo Carole Cook. Ti filmi med drugim vključujejo Lev pozimi, The Gin Game in Father's Day. Z ženo Carole sta leta 2002 prejela nagrado L.A. Ovation za dosežke v celotni karieri. Filma, v katerih je imel najvidnejši vlogi, sta bila Hudičeva brigada (1968) in Kellyjevi junaki (1970).